# Prebold
Prebold là một khu tự quản (tiếng Slovenia: občine, số ít – občina) trong vùng Savinjska của Slovenia. Prebold có diện tích 40.7 km2, dân số là theo điều tra ngày 31 tháng 3 năm 2002 là 4507 người. Thủ phủ khu tự quản Prebold đóng tại Prebold.